# Stadtwerke Deggendorf
Die Stadtwerke Deggendorf GmbH (SWD) sind ein kommunales Unternehmen in der Großen Kreisstadt Deggendorf in Niederbayern.

## Unternehmen
Das Unternehmen gliedert sich in die Bereiche Elektrizitätsversorgung, Erdgasversorgung, Wasserversorgung, Ganzjahresbad elypso und in den Servicebereich. Mit dem Wasserkraftwerk Hammermühlbach, Solarzellen und einem Blockheizkraftwerk verfügt die Stadtwerke über eigene Anlagen zur dezentralen Stromerzeugung. Ein weiteres Tätigkeitsfeld ist der Aufbau eines Glasfasernetzes für die Telekommunikation.
Das Stammkapital der SWD beläuft sich auf zehn Millionen Euro. Einziger Anteilseigner ist die Stadt Deggendorf. Der Oberbürgermeister der Gemeinde, Christian Moser, fungiert als Vorsitzender der Gesellschafterversammlung und des Aufsichtsrates.
In der Geschäftsleitung sind neben dem Geschäftsführer folgende Bereiche vertreten:
- Betriebswirtschaft
- Technische Anlagen und Netze
- Netzwirtschaft
- Vertrieb, Marketing und Kundenservice
- elypso Freizeit- und Erlebnisbad

## Geschichte
Das Unternehmen wurde 1898 als Eigenbetrieb der Stadt Deggendorf gegründet. Die erste elektrische Straßenbeleuchtung Deggendorfs wurde im Jahr 1900 aufgebaut. Das Wasserkraftwerk an der Rethbauermühle, 1920 in Betrieb genommen, wurde 1930 durch das Hammermühlbach-Kraftwerk ersetzt. Die Zusammenlegung des städtischen Elektrizitätswerks und des städtischen Wasserwerks zur SWD wurde 1940 vorgenommen.
Als Reaktion auf die veränderten Marktbedingungen wurde im Jahr 2000 die Rechtsform der SWD in eine Kapitalgesellschaft umgewandelt. Das elypso Freizeit- und Erlebnisbad im Ortsteil Natternberg öffnete 2003 und wurde zunächst durch einen externen Dienstleister betrieben. Seit 2007 übernimmt diese Aufgabe die im Jahr zuvor neu gegründete Tochtergesellschaft Stadtwerke Deggendorf Service Plus GmbH. Das lokale Erdgasnetz ging 2017  in den Besitz der SWD über.

## Beteiligungen
Die Stadtwerke Deggendorf GmbH ist beteiligt an:
- Stadtwerke Deggendorf Service Plus GmbH mit einer Stammeinlage von 250.000 €. Die Tochtergesellschaft wurde 2006 gegründet und betreibt das elypso Freizeit- und Erlebnisbad. Der Umsatz erreichte 2019 eine Höhe von 1,9 Mio. €.[8]
- Plattform Energie GmbH in Bad Aibling mit einem Geschäftsanteil von 10.000 €. Die Gesellschaft ist ein regionaler Zusammenschluss kommunaler Energieunternehmen, die gemeinsam mit Energie Südbayern eine Einkaufsgemeinschaft für Erdgas und Strom bilden.[9][10]

## Auszeichnung
- Das elypso wurde 2019 von der Stiftung Lebendige Stadt als bundesweit „Bestes kommunales Schwimmbad“ ausgezeichnet.[2]